# Dirección General de Competencia de la Comisión Europea

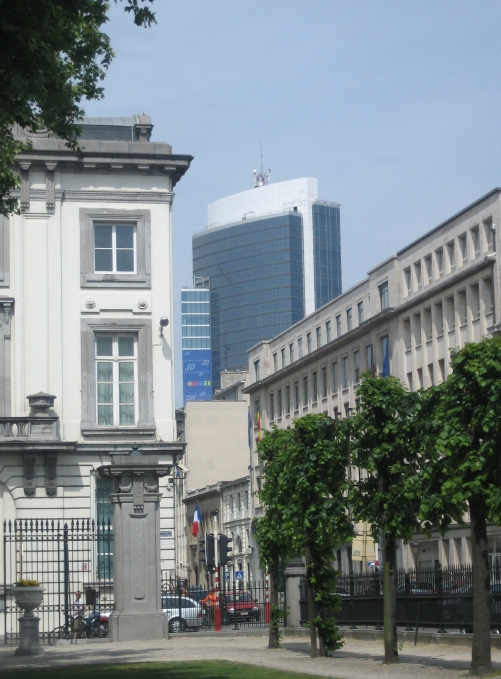
Dirección General de Competencia.

La Dirección General de Competencia tiene la responsabilidad de velar por la aplicación de las leyes europeas de competencia económica y empresarial —artículos 101-109 del Tratado de Funcionamiento—. Actúa juntamente con las autoridades nacionales para garantizar que las empresas compiten en condiciones justas y equitativas. Además vela por los derechos de los consumidores.
Actúa en los siguientes campos:
- Derecho de la competencia (Artículos 81 y 82 del tratado de la CE)[2]
- Autorizaciones de Fusiones y adquisiciones (regulación Num. 802/2004 de la Comisión Europea y regulación  Num. 139/2004 del Consejo Europeo)
- Liberalización de mercados para permitir libre acceso (Artículos 3 y 86 del tratado de la CE)
- Aprobación de Subvenciones de los gobiernos nacionales (Artículo 87 del tratado de la CE)